# Poletna liga Rudi Hiti
Poletna liga Rudi Hiti je vsakoletni klubski hokejski turnir, ki od leta 1992 poteka v blejski Ledeni dvorani. Poteka ob koncu avgusta in klubom služi kot pripravljalni turnir pred pričetkom nove prvenstvene sezone. Turnir nosi ime Rudija Hitija, kot poklon enemu najboljših slovenskih hokejistov vseh časov.
Turnirja se običajno udeležita oba najboljša slovenska kluba, Acroni Jesenice in Olimpija, ter nekaj avstrijskih klubov, najpogosteje med njimi EC KAC, občasno pa tudi klubi iz drugih držav. Leta 2001 se je turnirja udeležil eden najboljših evropskih klubov CSKA Moskva, ki je tudi zmagal. Skupno največ zmag na turnirju ima klub Acroni Jesenice, šest, EC KAC jih ima pet, skupaj s tisto leta 2003, ko turnir uradno ni potekal zaradi odpovedi Jesenic, toda v skromni konkurenci dveh klubov in slovenske mladinske reprezentance je bil neuradno vseeno odigran. Edina preostala večkratna zmagovalca sta Olimpija in VSV EC s po tremi zmagami.

## Zmagovalci turnirja

### Večkratni zmagovalci
| Zmage | Klub            | Leta                               |
| ----- | --------------- | ---------------------------------- |
| 6     | Acroni Jesenice | 1992, 1993, 2005, 2006, 2009, 2011 |
| 5     | EC KAC          | 1995, 1997, 1998, 1998, 2003       |
| 3     | Olimpija        | 2000, 2002, 2004                   |
| 3     | VSV EC          | 2008, 2010, 2019                   |

### Po letih
| Leto | Zmagovalec              |
| ---- | ----------------------- |
| 1992 | Acroni Jesenice         |
| 1993 | Acroni Jesenice         |
| 1994 | Torpedo Ust Kamenogorsk |
| 1995 | EC KAC                  |
| 1996 | Sportnina Bled          |
| 1997 | EC KAC                  |
| 1998 | EC KAC                  |
| 1999 | EC KAC                  |
| 2000 | HDD Olimpija            |
| 2001 | CSKA Moskva             |
| 2002 | ZM Olimpija             |
| 2003 | EC KAC                  |
| 2004 | ZM Olimpija             |
| 2005 | Acroni Jesenice         |
| 2006 | Acroni Jesenice         |
| 2007 | HC Briançon             |
| 2008 | EC VSV                  |
| 2009 | Acroni Jesenice         |
| 2010 | EC VSV                  |
| 2011 | Acroni Jesenice         |
| 2012 | KHL Medveščak           |
| 2013 | Stavanger Oilers        |
| 2019 | EC VSV                  |
| 2020 | HDD Jesenice            |
| 2023 | HK Olimpija             |